# Paramesosella maxima
Paramesosella maxima är en skalbaggsart som beskrevs av Hüdepohl 1999. Paramesosella maxima ingår i släktet Paramesosella och familjen långhorningar. Inga underarter finns listade i Catalogue of Life.